# مبارك المنصوري
مبارك عبد الله المنصوري (مواليد 22 نوفمبر 1991) لاعب كرة قدم إماراتي يجيد اللعب في الظهير.
لعب سابقاً في نادي الوحدة ونادي الوصل ونادي الشعب ونادي بني ياس ونادي الحمرية .

## روابط خارجية
- مبارك المنصوري على موقع قاعدة بيانات كرة القدم.إي يو (الإنجليزية)
- مبارك المنصوري على موقع Soccerway.com (الإنجليزية)